# Juliana Furtado
Juliana Furtado, née le 4 avril 1967 à New York, est une coureuse cycliste américaine. Elle a été championne du monde de cross-country en 1990 et de descente en 1992 et a remporté la coupe du monde de cross-country en 1993, 1994 et 1995. Elle a également couru sur route et été championne des États-Unis de la course en ligne en 1989.
Elle est admise au Mountain Bike Hall of Fame en 1993 et au Temple de la renommée du cyclisme américain en 2005.

## Palmarès
|                                 |                                 | 1990 | 1991 | 1992 | 1993 | 1994 | 1995 | 1996 |
| Jeux olympiques                 | Jeux olympiques                 |      |      |      |      |      |      | 10e  |
| Championnat du monde            | Cross-country                   | 1re  |      |      |      | 6e   | 9e   |      |
| Championnat du monde            | Descente                        |      | 8e   | 1re  |      |      |      |      |
| Coupe du monde de cross-country | Coupe du monde de cross-country |      | 2e   | 2e   | 1re  | 1re  | 1re  | 3e   |